# 希福 (赫舍里氏)
希福（转写：Hife；1589年—1653年），都英额赫舍里氏，满洲正黄旗人。清朝开国功臣，兼通满、汉、蒙古文字，赐号“巴克什”。

## 生平
希福世居都英额，后迁至哈达。清太祖努尔哈赤吞并哈达之后，希福跟随其兄硕色率所部归附。由于希福兼通满、汉、蒙三文，被召至文馆，并屡次出使蒙古诸部。
天聪二年，清太宗皇太极征讨察哈尔之前，派希福出使科尔沁征兵。土谢图额驸奥巴认为危险劝希福不要冒险前去，但希福以“君命不可辞”为由慨然前往 。其后，随清太宗攻打大凌河，明朝的援军自锦州赶来，希福与谭泰争先奋击，击退明朝援军。后金军队撤退的时候，希福断后，并击败明朝追兵，以此战功被升为游击。
崇德元年，改文馆为内三院，希福为内国史院承政，授内弘文院大学士，进二等甲喇章京。崇德三年，协同大学士范文程定部院官制。后常出使蒙古诸部，编户口，定旗制。
顺治元年，希福主持翻译的辽、金、元三史完成，奏进皇帝，清世祖恩赉有加。此后不久，与希福素有过节的谭泰向摄政睿亲王多尔衮进谗，说希福有“构衅乱政”等等罪名议死。多尔衮命罢希福官、削世职，并抄家。顺治八年二月，世祖亲政，为希福平反，仍授内弘文院大学士，恢复世职。顺治九年，世祖以希福为两朝元勋，进爵世袭三等精奇尼哈番 （汉语：子爵）。同年十一月，希福病卒，追赠太保，谥文简。长子奇塔特袭爵。

## 家族
穆瑚禄都督，由明朝册封的五军都督府下的高级武职
- 特赫讷
  - 瑚什穆巴颜，“巴颜”在满语中为“富人”之意
    - 硕色巴克什
      - 辅政大臣，一等公索尼
        - 噶布喇，一等公，官至领侍卫内大臣
          - 常泰，官至领侍卫内大臣，袭一等公
          - 常海，官至佐领
            - 纶布，官至內大臣，袭一等公
            - 哲尔肯，官至头等侍卫

        - 噶尔珠,官至二等侍卫
          - 常安，任二等侍卫、郎中
            - 察代，官至参领

        - 索额图，官至保和殿大学士、户部尚书、议政大臣
          - 格尔芬，官至詹事府詹事

        - 科尔坤，官至头等侍卫、侍卫领班
        - 心裕，官至领侍卫内大臣、都统，袭一等伯
          - 令德，官至散秩大臣，袭一等伯
            - 未完待续

        - 法保，官至内大臣，袭一等公
          - 法尔萨，官至護軍統領，袭一等伯
          - 达尔马，官至副都統，先袭一等伯，后袭一等公，原先一等伯由从弟令德承袭

    - 希福，三等子，官至内弘文院大学士
      - 奇塔特，官至内大臣，袭三等子爵
      - 帅颜保，官至漕运总督、礼部尚书
        - 赫奕，官至工部尚书、内务府总管
          - 图南，任郎中
          - 慧中，任吏部侍郎
          - 嵩寿，任大理寺卿，官至内阁学士、礼部侍郎，袭三等子爵
            - 失传
              - 嵩寿独子早逝，以幼弟之孙增保过继为嗣孙，袭三等子爵，增保任哈密办事大臣、正白旗汉军副都统；
                - 增保子奎善，袭三等子爵，奎善女乃道光帝的睦答应；
                  - 奎善无子，族侄荣昌即希福第三子二等侍卫威赫的后裔承袭三等子爵；
                    - 荣昌又无子，以同族文举人官至靖边亲军统领记名副都统文福袭三等子爵，文福即索尼庶子索额图的后裔
                      - 文福跟随将军延茂，庚子年八国联军入京，举家殉国，以子清霖袭三等子爵

          - 肇敏，官至翰林院侍讲

      - 威赫，官至二等侍卫
        - 佛保，任郎中

## 延伸阅读
[在维基数据编辑]
 《清史稿·卷232》，出自趙爾巽《清史稿》